# Władimir Bieleńki
Władimir Chononowicz Bieleńki ros. Владимир Хононович Беленький, ur. 11 września 1932 w Bobrujsku, zm. 4 grudnia 2012 w Krasnojarsku) — radziecki i rosyjski filozof i socjolog, doktor filozofii, profesor.
Wykładowca Syberyjskiego Uniwersytetu Federalnego.